# Schola Philosophicae Initiationis

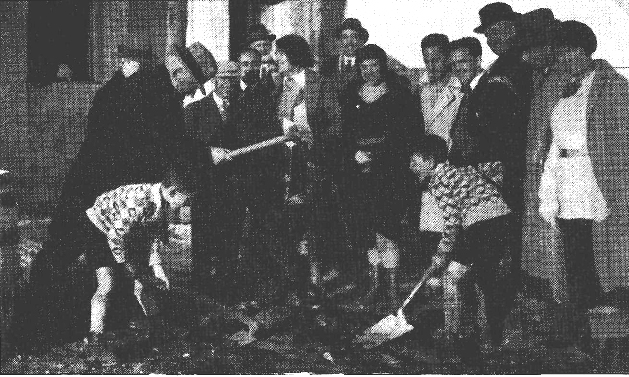
La "Casa del Filósofo" della Schola Philosophicae Initiationis

La Schola Philosophicae Initiationis è stata un'organizzazione filosofico-iniziatica di taglio teosofico creata a Madrid nel 1928 dagli spagnoli Eduardo Alfonso e Mario Roso de Luna in risposta alle deviazioni dottrinali della Società Teosofica (ST) e alla proclamazione di Jiddu Krishnamurti come Maestro del Mondo.

## Fondazione
A metà del 1921 Mario Roso de Luna riunì una decina di teosofi madrileni per fondare il Ramo Hesperia, che mantenne stretti legami con la Società Madre in Adyar (Madras, India) e con i gruppi dissidenti di Point Loma (California) diretti da Katherine Tingley, successore di William Quan Judge.
Nel 1928 il gruppo vicino a Roso de Luna cominciò a riunirsi nel Café Gijón per creare la scuola filosofica denominata “Schola Philosophicae Initiationis” (SPI) in reazione all'instabilità e l'indisciplina della Società Teosofica ha coagulato come un crogiuolo il concetto di ordinamento mentale che avrebbe dovuto sempre governare la ST.
L'obiettivo dichiarato della SPI era lo studio della filosofia, della scienza e dell'arte, comparativamente e nelle loro reciproche relazioni, mentre la sua finalità era l'attenzione alla salute e alla cultura dei suoi membri nonché al loro progresso morale.
La nuova scuola acquistò un terreno a Manzanares El Real (provincia di Madrid) per costruire un centro di studi teosofici avanzati chiamato "La Casa del Filosofo".
Si istituirono, pure, i tre gradi di conoscenza «come si conviene a ogni società iniziatica e di conseguenza si recuperarono i tre obbiettivi della Società Teosofica, ossia i tre gradi di iniziazione di tutte le istituzioni della stessa specie i quali, per non essere stati compresi e rispettati, hanno condotto la ST alla disunione e all'anarchia mentale».
I discepoli della SPI seguivano un programma di studi graduale e metodico che comprendeva tre fasi:
- la prima di studi di Igiene e di Morale;
- la seconda di Scienza e di Naturopatia e;
- la terza di Psicologia e Filosofia.

## Declino e scioglimento
Nel 1931 morì Mario Roso de Luna, uno dei due pilastri della SPI. Quello stesso anno, il dottor Eduardo Alfonso divenne responsabile della Scuola continuando la formazione dei discepoli. Poco dopo, nel 1936, la Guerra Civile Spagnola, iniziata in Nord Africa, giunse alle porte di Madrid portando alla sospensione di molte attività filosofiche e culturali della città.
Dopo la guerra civile, Eduardo Alfonso fu giudicato in base alla "Legge per la repressione della Massoneria e del Comunismo" e condannato a diversi anni di reclusione che scontò nel carcere di Burgos, dal 1942 al 1948. Scontata la pena, Alfonso andò in esilio in America fino al 1966, anno in cui tornò nel suo paese.

## Attualità
Nel 2010 viene fondata l'Opus Initiationis Philosophicae (OPI), un'associazione filosofica e iniziatica di liberi pensatori ispirata alla Scuola originale di Roso de Luna y Alfonso e organizzata a livello internazionale, secondo le linee guida della SPI adeguate ai nostri tempi e in linea con le nuove tecnologie.